# زن، این داستان توست
 زن، این داستان توست (به هندی: Aurat Teri Yehi Kahani) و (به انگلیسی: This is your story, woman) فیلمی هندی محصول سال ۱۹۸۸ و به کارگردانی موهانجی پراساد است. در این فیلم بازیگرانی همچون راج بابار، میناکشی سشادری، نیروپا روی، پران، قادرخان، شوما آناند و آریونا ایرانی ایفای نقش کرده‌اند.